# Borki Nizińskie
Borki Nizińskie est une localité polonaise de la gmina de Tuszów Narodowy, située dans le powiat de Mielec en voïvodie des Basses-Carpates.